# Acide glycidique
L'acide glycidique ou acide époxypropionique, est un composé organique de formule C3H4O3. C'est un acide carboxylique portant une fonction époxyde. 
Il est synthétisé par oxydation du glycidol ou bien par époxydation de l'acide acrylique.